# 34892 Evapalisa
34892 Evapalisa è un asteroide della fascia principale. Scoperto nel 2001, presenta un'orbita caratterizzata da un semiasse maggiore pari a 2,5686060 au e da un'eccentricità di 0,2827576, inclinata di 5,17772° rispetto all'eclittica.
L'asteroide è dedicato alla naturalista Eva Palisa, pronipote di Johann Palisa.